# Liolaemus foxi
Espèce
Statut de conservation UICN

 LC  : Préoccupation mineure
Liolaemus foxi est une espèce de sauriens de la famille des Liolaemidae.

## Répartition
Cette espèce est endémique du nord du Chili. On la trouve entre 3 300 et 3 740 m d'altitude.

## Étymologie
Cette espèce est nommée en l'honneur de Stanley Forrest Fox (1946-).

## Publication originale
- Núñez, Navarro & Veloso, 2000 : Liolaemus foxi, una nueva especie de lagarto para el Norte de Chile (Squamata: Reptilia: Sauria). Boletín del Museo Nacional de Historia Natural de Chile, vol. 49, no 1, p. 117-130 (texte intégral).